# Abiverd
Pour les articles homonymes, voir Dara.

Le site le plus fréquemment désigné pour être Dara est Abiverd (écrit : Abivard, Abiourd, Bawerd ou Bivard selon l'auteur et l'époque de l'ouvrage). Dara est une ville de Parthie dans la province de Ahal au sud du Turkménistan proche de la frontière avec l'Iran. Le site n'est pas connu avec certitude mais on s'accorde pour le situer entre les villes d'Artyk et Kaka sur la route menant d'Aşgabat à Mary, dans une zone riche de nombreux sites archéologiques tous également en ruine.

## Histoire
Abiverd était plus riche et plus fertile que Nisa. Les deux villes auraient été fondées par Arsace avant de faire d'Hecatompylos sa capitale (IIIe siècle av. J.-C.). La fondation d'Abiverd est aussi attribuée à Tiridate, frère d'Arsace, sous le nom de Dara dans une région appelée Apavar (Apavar, Apavortène ou Aparvarcticène).
Aux Ve et VIe siècles, Abiverd joue un rôle important dans le développement de l'église chrétienne Nestorienne. Le nom des évêques d'Abiverd est cité dans les chroniques de l'église pendant le règne du Sassanide Zamasp (avant 499) et de nouveau en 553. Les deux derniers Sassanides Yazdgard (règne : 632-651) et Péroz (règne 651-677) construisent chacun une forteresse à proximité de la ville..
Les géographes du Moyen Âge mentionnent Abiverd comme une ville prospère dans une zone fertile fournissant d'abondantes récoltes. Le fait le plus remarquable concernant cette ville est qu'elle avait sa propre monnaie, preuve de son importance économique et de son indépendance. La période de prospérité d'Abiverd correspond au règne du Seldjoukide Toghrul-Beg et au règne du Ghaznévide Masûd.
En 1221, Abiverd subit une première destruction lors de l'invasion mongole par Tolui dernier fils de Gengis Khan. Après avoir détruit Merv, Tolui fait raser les murs et combler les faussés d'Abiverd. Pour Abiverd c'est le commencement d'un interminable déclin. En 1404, un voyageur mentionne Abiverd comme une assez grande ville dépourvue de fortification.
À partir du XVIe siècle, avec l'arrivée de tribus ouzbekes venant de Khiva et Boukhara, Abiverd va changer plusieurs fois de nom : Bavard et Giva au gré des souverains. Les historiens de cette période notent qu'Abiverd est alors plus riche que Nisa.
Abiverd aurait finalement été rasée par Nâdir Shâh et semble-t-il abandonnée depuis (vers 1730).

### Le site
Les ruines d'Abiverd ont été recouvertes par des couches de vestiges de période plus récentes et il est difficile d'en tirer le témoignage d'un type de construction particulier.

## Natifs d'Abiverd
- Awhad ad-Dîn Ali Anvari Abiverdi, poète iranien du XIIe siècle